# Middleburg (Carolina del Nord)
Middleburg è un comune degli Stati Uniti d'America, situato in Carolina del Nord, nella contea di Vance.